# 齰癖
齰癖（さくへき、英:wind sucking/crib-biting）とは馬の悪癖の一つで、固定された物体を上顎の切歯で咥え、これを支点として頭頸部を曲げ、空気を嚥下する。「グイッポ」ともいう。消化器疾患と疝痛の原因になるといわれる。治療には抑制器具による矯正を行う。